# Romeo Express
Romeo Express, född 4 maj 1981 är en svensk kallblodig travhäst som tränades och kördes av Åke J. Eriksson under sin tävlingskarriär. Han sprang totalt in 401 775 kronor på 205 starter, varav 18 segrar, 19 andraplatser och 18 tredjeplatser.

## Karriär
Romeo Express är mest känd för att inneha det högsta vinnaroddset inom svensk travsport. Romeo Express startade den 9 januari 1985 på Umåkers travbana som nybliven fyraåring med Åke J. Eriksson från Gäddträsk i sulkyn. Eriksson hade köpt honom en månad innan, och endast kört ett lopp med honom, vilket slutade med galopp. 
Romeo Express var segerlös efter sju starter, och starten på Umåker kom att bli hans åttonde start i karriären. Eriksson åkte ner från den lilla byn Gäddträsk utanför Lycksele till travtävlingarna i Umeå med Romeo Express, och i loppet fick Romeo Express trava utvändigt om ledaren, men lyckades ändå att segra. 
På totospelet var Romeo Express helt bortglömd, och endast tio kronor var spelade på honom som vinnare. Vinnaroddset blev 1 648,80 gånger pengarna, och är 2020 det högsta vinnaroddset inom svensk travsport. 
Hans skor från rekordloppet finns inmurade i stallöppningen på gården i Gäddträsk.